# 昌都战役
昌都战役，是中華人民共和國中央人民政府與实际上独立的西藏噶厦談判破裂後，中国人民解放军为了占领西藏而实施的军事行动。此次战役中解放軍在昌都城关镇打垮了藏軍主力，降低了西藏噶厦的抵抗士氣，從而迫使西藏噶厦承認中華人民共和國對西藏的主權。
中國官方稱此為西方逼迫下發動的戰役，稱其為“西藏和平解放”的一部份；中国国外有學者及媒體稱此戰役為“中華人民共和國／中國共產黨吞併西藏”，另有西方學者和媒體以及蘇聯稱此戰役為“侵略西藏”（Invasion of Tibet），“中國侵略西藏”（Chinese invasion of Tibet）行動的一部份。

## 戰前谈判
在中華人民共和國中央人民政府與西藏噶厦展开谈判前，双方已经對於漢人在西藏和中央政府的權力等爭議議題有所接触，但沒有共識，均未能成功沟通。
1950年3月7日，西藏噶厦派出的代表團到達印度噶倫堡，與新成立的中央人民政府展開對話，並要求中央人民政府保證尊重西藏噶厦的領土完整。
1950年7月10日，西康省甘孜县白利寺的格达活佛（时任西南军政委员会委员、西康省人民政府副主席、中国人民解放军康定军事管制委员会委员和西南民族事务委员会委员）自告奋勇，願赴拉萨劝说西藏噶厦同中央人民政府议和。但是当其到达昌都后即被扣留，既不能前往拉萨，也无法返回甘孜。8月22日，他在昌都突然被害身亡。
西藏代表團於1950年9月16日會見了中華人民共和國驻印度大使袁仲賢。袁提出三點要求：西藏承認中央人民政府的統治；中央人民政府負責西藏的國防；中央人民政府負責西藏的貿易和外交事務。若西藏接受三點要求，中央人民政府便會「和平解放」西藏，否則便會與西藏開戰。西藏代表團承諾維持中國對西藏的宗主國關係，而代表團領袖夏格巴·旺秋德丹於9月19日建議中国人民解放軍不需駐守在西藏，只要在西藏被印度或尼泊爾攻擊時西藏才會考慮是否要求解放軍增援。

## 占领康區東部
在昌都战役前，康區东部并未受到西藏噶厦政府的有效控制，而是在西康省的管辖下。因此解放軍在抵抗較少的情況下順利越境占领康區東部。解放軍得知了1934年邦達倉兄弟推翻拉薩政府的計畫，1950年1月寫信給邦達倉兄弟，表示願意以武器彈藥支持，換取邦達倉支持「解放西藏」。邦達倉決定不能與中共合作，而由於他們曾經企圖推翻拉薩政府，拉薩政府不信任邦達倉，警告拉薩政府也沒用。邦達倉家族經過討論，決定委託喬治·派特森前往印度報訊並尋求國際援助。6月邦達倉·饒嘎要求噶厦派出的昌都总管阿沛·阿旺晉美承認康區獨立，以換取一些康區戰士。但阿沛拒絕了。邦達倉·饒嘎和索南在昌都战役時都參與了同中方的談判。在藏军主力於昌都被殲後，邦達倉·饒嘎開始协调西藏噶厦與中央人民政府之間的談判。
1950年1月，中共中央批准“向西藏多路向心进兵”计划，分四路進軍西藏。四路以康藏方向為主攻，由第十八军負責。在滇藏方向，第十四军第四十二师第一二六团于7月上旬进驻雲南贡山，後到达门工东北，配合第十八军行动。在青藏方向，由第一军组建的骑兵支队600余人，于7月24日抵达玉树地区。在新藏方向，新疆军区派独立骑兵师第一团一连135人作为进藏先遣连，8月底到达西藏阿里地区改则县西北的扎麻芒堡。
中国人民解放軍第十八军组成以第52师为主力的进军西藏先遣支队，于1950年2月12日抵达雅安。3月，解放軍抵达康定，第十八军于3月14日组成前进指挥所，由军副政委王其梅、参谋长李觉率领，统一指挥北路先遣部队（第五十二师第一五四团）、南路先遣部队（第五十三师第一五七团），由乐山分别向甘孜、巴塘进发，为主力进军做准备。到4月中旬第十八軍有至少三萬人經過康定，一萬藏人修築康定到甘孜的道路，8月修成。第十八军于7月30日集结甘孜，在甘孜以珠母宗為總部，並從康定西進理塘。青海骑兵支队于7月22日進入玉樹結古多，形成了南北夾擊昌都的態勢。:54–60,62
1950年6月，解放軍與藏軍在邓柯發生首次戰鬥。邓柯地处甘孜至玉树的交通要道旁，位於昌都东北部约100英里，昌都总管拉鲁·次旺多吉在该地设置了一座无线电台。解放军追蹤无线电信號來源，越過金沙江发动突袭，捣毁了电台。羅伯特·韋伯斯特·福特發現失去與鄧柯的無線電聯繫，報告拉魯。兩週後（7月）穆恰代本率800名康巴民兵（包括300名僧兵）突袭邓柯，解放軍600人陣亡。:60拉鲁三年任滿，8月底由阿沛·阿旺晉美接任昌都总管。:66-67
最後，中国人民解放軍成功占领了康区东部。

## 戰鬥序列

### 解放军
- 北線：由第十八军第52師指揮[28][29]
  - 右路迂回昌都守军后路：由第52师副政委陰法唐、李明指揮
    - 第52師154團
    - 第52師騎兵偵察連
    - 第52師炮兵連
    - 青海騎兵支隊

  - 中路主攻部队从邓柯渡金沙江，直插昌都北侧：由52師師長吳忠、副師長陳子植、政治部主任周家鼎指揮
    - 52師155團
    - 52師156團
    - 第十八军直属炮兵營
    - 52師直屬部隊

  - 左路牵制岗托、江达正面：由第十八军偵察營長蘇桐卿、軍直屬政治部主任王達選指揮
    - 第十八军偵察營
    - 第十八军工兵營
    - 第54師炮兵連
- 南線：由第十八军第53師副政委苗丕一指揮
  - 第157團
  - 第53師炮兵連
  - 第53師工兵連
- 雲南第十四軍第42師：由師長廖運周、政委張子明指揮，从迪庆出发攻碧土、盐井，又向左贡方向前进
  - 第125團三營
  - 第126團一營
  - 第126團二營

### 藏軍
由阿沛·阿旺晉美指揮
- 鄧柯：穆恰代本（團長）[23]:77
- 昌都：第三、八、十瑪噶（團）
- 類烏齊、甲藏卡：第七瑪噶，代本普隆巴·扎巴次丹
- 第二、四瑪噶
- 寧靜：第九瑪噶，代本德格·格桑旺堆

## 昌都战役
經過數月的談判，在滅亡的危难关头，西藏決定嘗試爭取外國的支持及保護。當拉薩方面仍然在議論時，10月7日，中国人民解放軍於五個地方越過了康区由噶厦控制的西部和西康省控制的东部之间的界线金沙江，進入了康区西部。這次行動不是為了佔領整個西藏全境，而是為了殲滅在康区西部首府昌都的藏軍主力，降低西藏噶厦的士氣，從而迫使噶厦承認中華人民共和國對西藏的主權。
解放軍於10月6日至7日期間越過金沙江，进入西藏噶厦控制的康区西部。
- 实施外线远距离大迂回的北线右路部队第一五四团在邓柯渡江，向北至玉树附近与青海骑兵支队取得联系，在高原上纵横跨三个省区（西康、青海、西藏），14天走了约1500华里，穿过横断山脉，两渡金沙江和澜沧江及许多不知名的山河，经囊谦，在甲藏卡和类乌齐等地打了几仗；因连续行进，许多战马先亡，不少骑兵变成步兵，终于在军、师要求的时间内，赶在藏军西撤之前到达昌都以西称为“五路口”的恩达（今类乌齐县桑多镇以南的恩达村），完成了大迂回包围的任务。
- 北线中路主攻部队在邓柯渡江时未遇藏军抵抗，经生达直取昌都
- 北线右路在德格、岗托渡江时遇守军阻击。追击中，于同普之足雍歼灭大股藏军。
- 南线攻击部队在巴安（现巴塘）西北之宋瓦、卡美两个点渡江时遇阻强攻，虽伤亡较大，但都很快渡江成功。南线之五十三师一五七团，歼藏军近一个甲本（相当小连）。

藏军代本牟霞、普隆巴⋅扎巴次仁等部凭借险要地形和工事进行顽抗，解放军同他们战斗二十余次，击溃了藏军的抵抗。在解放军的政治攻势下，藏军第九代本格桑旺堆于10月11日在宁静宗（现芒康縣）率部“起义”。云南出兵第126团，消灭和驱逐“民兵”、僧兵和一部藏军，占领盐井等地区。一五七团和一二六团随后向西发展，并分别执行拦截藏军之任务。昌都藏军无力抵抗，弃城西撤，北线主攻部队一五六团10月19日随之进城（左路部队和一五五团相继跟进），并消灭没有撤走的藏军200余人。昌都总管阿沛·阿旺晋美率残部西撤至拉贡附近，当听说解放军已堵住去路后，折回昌都西的朱古寺，与解放军联系后，令藏军2700余人全部放下武器。
在佔領昌都城关镇後，解放軍認為達到目的，便下令停止進攻，釋放投降的昌都总管阿沛，令其赴拉薩重申中央人民政府方面的要求。藏军戰俘獲得較好的對待：沒收戰俘的武器後，解放軍为他们开办關於共產主义思想的講座，并发给他们少量金錢後，便将他们全部送回家鄉。達賴喇嘛·丹增嘉措曾指出，解放軍並沒有隨意攻擊平民。

## 戰後

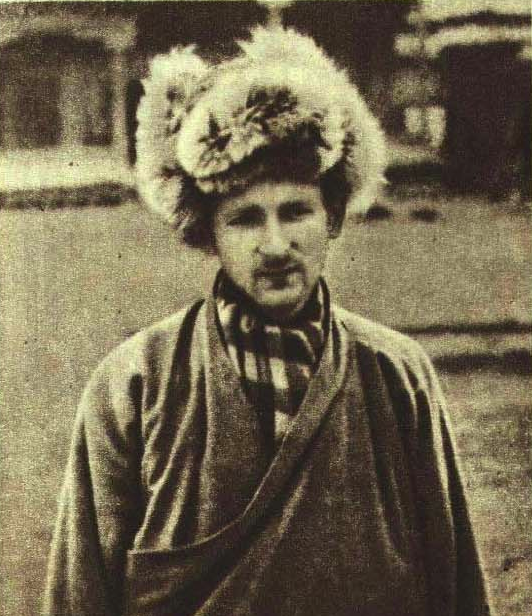
昌都战役结束后被俘的英国人羅伯特·福特

从10月6日至24日，昌都战役历经19天，先后打了20多仗，共歼灭藏军5,700余人，计有5个瑪噶（團）全部，3个瑪噶大部。1个瑪噶起义。共俘代本（團長）以上高级官员20余名，俘获在藏军中服务的無線電操作員福特，還有杰弗裡·布爾（與喬治·派特森一起到康區的傳教士）及印度人2名。可以说，在昌都战役中，藏军主力已被消灭。
這場戰役中，114名中国人民解放軍官兵和180名藏軍官兵伤亡。
昌都战役情况传到西藏后，西藏政府一片混乱，意見分歧，摄政达扎·阿旺松绕图多旦巴杰增在西藏噶厦内部改革派的压力下不体面地下台，达赖喇嘛提前亲政。全藏其余藏軍集中在拉萨附近。10月21日，拉薩方面命令其代表團立刻從北京撤離，并接受了第一個要求，附帶保留達賴喇嘛地位的要求，並拒絕了其他要求。而後，噶厦方面又拒絕了第一個要求。1950年10月24日，战役全部结束。
达赖亲政后，于1951年2月派出代表5人前往北京，与中國政府进行谈判。阿沛·阿旺晋美为首席代表，其餘的代表包括凯墨·索安旺堆、土丹旦达、土登列门、桑頗·丹增頓珠。1951年4月下旬，西藏政府代表团成员先后来到北京参加和谈。4月28日，周恩来总理等中央领导会见了参加谈判的代表，并宣布了双方代表名单。中央人民政府方面指派李维汉、张经武、张国华、孙志远为全权代表，并以李维汉为首席代表。
解放軍釋放被俘藏军士兵後，中央人民政府承諾若西藏接受「和平解放」，西藏人民能保持其權利。而西藏噶厦在向聯合國求助沒有得到積極回應後，亦重派代表團到北京談判。最後，1951年5月西藏代表在《中央人民政府和西藏地方政府关于和平解放西藏办法的协议》（简称《十七条协议》）上签字，中国政府實質控制了西藏，將此稱為西藏和平解放。

### 引用
1. ↑  Mackerras, Colin. Yorke, Amanda. The Cambridge Handbook of Contemporary China. [1991] (1991). Cambridge University Press. ISBN 0-521-38755-8. p.100.
2. ↑  西藏在1793年乾隆帝頒布《欽定藏內善後章程》後成立常備軍。十三世達賴喇嘛第一次驅漢事件後藏軍現代化，改為英式訓練。見Goldstein 1997，第35頁
3. ↑  Freedom in Exile: The Autobiography of the Dalai Lama, 14th Dalai Lama, London: Little, Brown and Co, 1990 ISBN 0-349-10462-X
4. 1 2  Laird 2006
5. ↑  Shakya（1999年），第43页
6. 1 2 3 4 5  王家伟; 尼玛坚赞. . 五洲传播出版社. 1997: 第209頁. The Quamdo battle thus came to a victorious end on October 24, with 114 PLA soldiers and 180 Tibetan troops killed or wounded.
7. 1 2 3  Shakya 1999，第45頁 Shakya also quotes PRC sources reporting 5738 enemy troops "liquidated" and over 5700 "destroyed".  Shakya does not provide an estimate of PRC casualties.
8. 1 2  Feigon 1996，第144頁
9. 1 2  Shakya 1999，第28–32頁
10. 1 2  Goldstein（2007年），第48–49页
11. ↑  . New York Times. THE ASSOCIATED PRESS. 1949-09-03  [2018-07-12]. （原始内容存档于2018-07-12）.
12. ↑  Goldstein（2007年），第608页，“The Chinese Communist troops have invaded the Chinese Provinces of Lanchow, Chinghai and Sinkiang; and as these Provinces are situated on the border of Tibet, we have sent an official letter to Mr. Mautsetung,leader of the Chinese Communist Government, asking him to respect the territorial integrity of Tibet.”
13. ↑  Carol Gould; Pasquale Paquino (编). . Rowman & Littlefield. 2001: 第11頁. ISBN 9780847696772.
14. ↑  P.J.S. Sandhu; Vinay Shankar; G. G. Dwivedi. . Vij Books India Pvt Ltd. 2015年8月6日: 第148–149頁. ISBN 9789384464370.
15. ↑  K. Sarwar Hasan; Khalida Qureshi (编). . Pakistan Institute of International Affairs. 1966: 第107頁.
16. ↑  New York Times archives search for "Invasion of Tibet" （页面存档备份，存于）.
17. ↑  Goldstein（2007年），第608页
18. ↑  . BBC News. 1999-12-25  [2015-01-03]. （原始内容存档于2015-01-18）.
19. ↑  哈经雄 主编，中国少数民族英烈传 第1集，武汉：华中师范大学出版社，1989年，ISBN 9787562203957
20. ↑  Lezlee Brown Halper; Stefan A. Halper. . Oxford University Press. 2014: 89. ISBN 978-0-19-936836-5.（英文）
21. ↑  Avedon（2015年），第29页
22. 1 2  谢忠. . 湖南科技大学学报(社会科学版). 2017年, 第20卷 (第4期): 10–11  [2020-08-12]. （原始内容存档 (PDF)于2018-07-17） –国史网.
23. 1 2 3 4  Mikel Dunham. . Penguin Books India. 2005  [2018-07-12]. ISBN 978-0-14-400104-0. （原始内容存档于2019-02-03）.
24. ↑  张明金. . 《大地》. No. 第八期. 2001年. （原始内容存档于2018-07-13）.
25. ↑  Ford（1990年），第53页
26. ↑  纪彭. . 人民网. 2011年5月17日. （原始内容存档于2018-07-04）. 原文來自文亭. . 《文史参考》.  [2011年5月上]. （原始内容存档于2018-07-02）.
27. ↑  Knaus（2000年），第71页
28. ↑  . 《西藏人文地理》. 2011年, (第二期)  [2020-08-12]. （原始内容存档于2021-01-20） –中国西藏网.
29. ↑  冉启培; 郭江明. . 解放军出版社. 2014年. ISBN 9787506568722.[]
30. ↑  Shakya（1999年），第12,20,21,37页
31. ↑  Feigon（1996年），第142页
32. ↑  Goldstein（2007年），第48页
33. ↑  Shakya（1999年），第32页，6 Oct
34. 1 2  Goldstein（1997年），第45页
35. ↑  Shakya（1999年），第xiv页，map
36. ↑  Shakya（1999年），第49页
37. ↑  Shakya（1999年），第27–32页
38. ↑  Shakabpa（2009年），第916–917, 928–942页
39. ↑  Goldstein（2007年），第41–57页
40. ↑  Laird（2006年），第306页
41. ↑  Shakya（1999年），第52–57页
42. ↑  Qiang Zhai. . Kent State University Press. 1994年: 59–61. ISBN 978-0-87338-490-2.（英文）
43. ↑  Goldstein（2007年），第61-63页